# Jason Statham
Jason Statham (Shirebrook, Derbyshire, Inglaterra, Reino Unido, 26 de julio de 1967) es un actor de cine, artista marcial, modelo y exclavadista británico, famoso por sus papeles en películas de acción y aventura.
Dentro de sus participaciones figuran Lock and Stock (1998), Snatch (2000), Revólver (2005), La carrera de la muerte (2008) y Blitz (2011), así como interpretar a Chev Chelios en la película Crank (2006) y su secuela Crank: High Voltage (2009), a Arthur Bishop en las películas The Mechanic (2011) y su secuela Mechanic: Resurrection (2016), por protagonizar la trilogía de Transporter como Frank Martin, a Lee Christmas en la serie películas de The Expendables y a Deckard Shaw en la serie de películas de Fast & Furious.
Jason Statham se ha hecho un hueco en el cine de acción gracias a su aspecto de tipo duro. Por lo general realiza sus propias escenas de acción sin dobles y está encasillado en personajes de antihéroe.

## Biografía

### Inicios
Jason Statham nació el 26 de julio de 1967 en Shirebrook, Derbyshire, Inglaterra, hijo de Eileen Yates y Barry Statham, ambos vinculados al mundo del espectáculo y el arte, ya que su madre fue actriz y bailarina, y su padre también actor y cantante. Su hermano es el cantante, músico y compositor Lee Statham.
Se crio en Great Yarmouth, Norwich. Durante su etapa escolar Jason Statham fue miembro indiscutible del equipo de fútbol de su escuela (1988-1993). Sin embargo, tuvo más logros practicando los saltos ornamentales, lo cual hizo de manera profesional, participando en importantes torneos internacionales como los Juegos de la Commonwealth en 1990, llegando a ubicarse en la decimosegunda posición en las olimpiadas de Barcelona en 1992 y fue miembro del Equipo Nacional Británico de salto de natación durante doce años.
Se inició en la moda gracias a que un agente de modas lo vio mientras entrenaba y como consecuencia sin dudarlo incursionó en la industria de la moda. Tras su fugaz pero fructífera carrera en el modelaje, estuvo durante un corto tiempo en el negocio de su padre en un mercado local. Sin embargo, las ambiciones de Statham fueron mucho más grandes y decidió dedicarse a la actuación.

### Vida personal
En cuanto a su vida sentimental, Jason Statham estuvo casado con la modelo y actriz inglesa Kelly Brook desde 1997 hasta 2004. Desde 2010 es pareja de la modelo Rosie Huntington-Whiteley, con quien se comprometió en enero de 2016 y tuvo un hijo llamado Jack Oscar el 24 de junio de 2017. El 19 de agosto de 2021 se hizo público que serían padres por segunda vez. Su hija, Isabella James, nació el 2 de febrero de 2022.
Entre sus aficiones está el coleccionismo de vehículos, entre los que destacan un Porsche 911 GT2 blanco, un Lamborghini Murciélago naranja, un Audi R8, un Audi A8, un  Aston Martin DBS Volante y un Jaguar E-Type.

### Artes marciales
Statham comenzó en la práctica de las artes marciales en su adolescencia, entrenando técnicas chinas, kickboxing y karate recreacionalmente mientras trabajaba en el mercado de su localidad. Para sus películas, Statham practica kickboxing, taekwondo, wushu, derribes de judo y técnicas de combate en el suelo de jiu-jitsu, pues si bien, existe la creencia de que es especialista en artes marciales,  actualmente está practicando Jiu-jitsu brasileno, y sería su primer arte marcial con grado de enseñanza.

## Trayectoria profesional

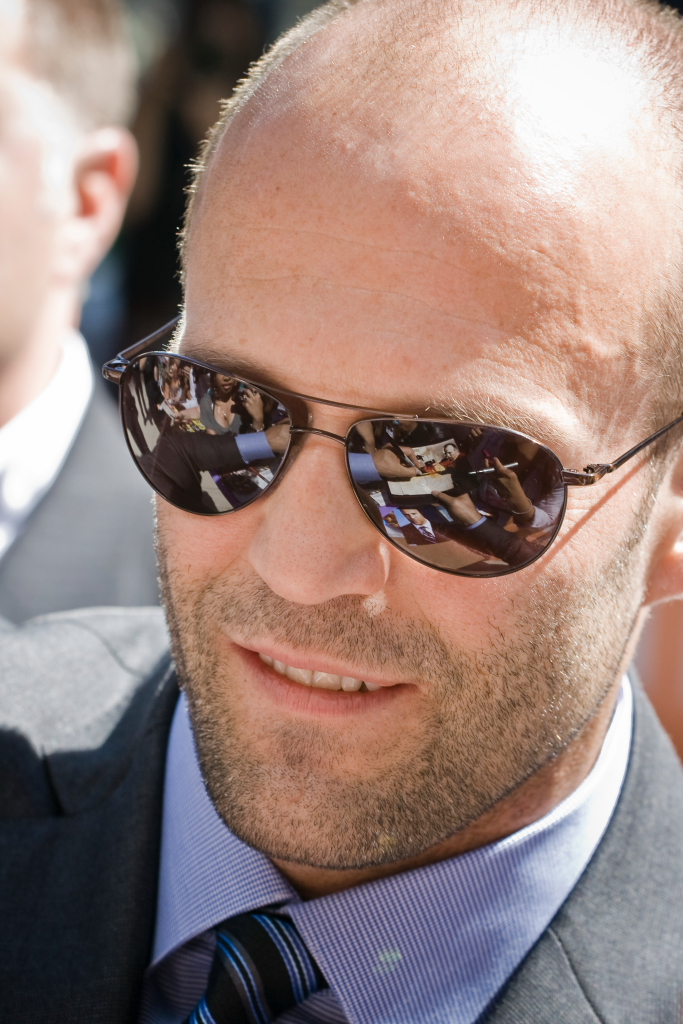
Statham firmando autógrafos en 2011

Statham se inició en el mundo del espectáculo realizando trabajos como modelo para diversas firmas. Probó suerte en el mundo del cine mientras trabajaba para la firma French Connection, cuando obtuvo una audición para una película, y así le llegó su primera oportunidad, con el thriller de Guy Ritchie Lock, Stock and Two Smoking Barrels en 1998. Tan contento se debió de quedar el director con el buen hacer de Statham que le convocó para su siguiente proyecto, Snatch (2000), una cinta de acción con tintes de comedia donde Statham, en el papel de ‘El turco’, se dedicaba a organizar combates de boxeo ilegales.
La acción y el thriller empezaban a ser los géneros que mejor le iban al actor londinense, como El único (2001), protagonizada por Jet Li, aunque también hubo hueco para el drama, con Turn It Up (2000), y la ciencia ficción, con Fantasmas de Marte (2001).
Pero The Transporter, de 2002, fue la película donde Jason Statham se ganó la celebridad. Gracias a su cuerpo, que mantiene en forma y musculado, pudo protagonizar las complicadas secuencias de acción. En el filme interpretaba a Frank Martin, un experto conductor que se dedica a transportar mercancías y se ve envuelto en una peligrosa trama cuando encuentra en el maletero de su coche a una joven amordazada. La cinta tuvo una secuela en 2005, Transporter 2, y otra, la tercera parte de la saga, en 2008, Transporter 3. Para las escenas de acción y riesgo en The Transporter, fue el mismo Statham quien realizó dichas escenas sin usar dobles.

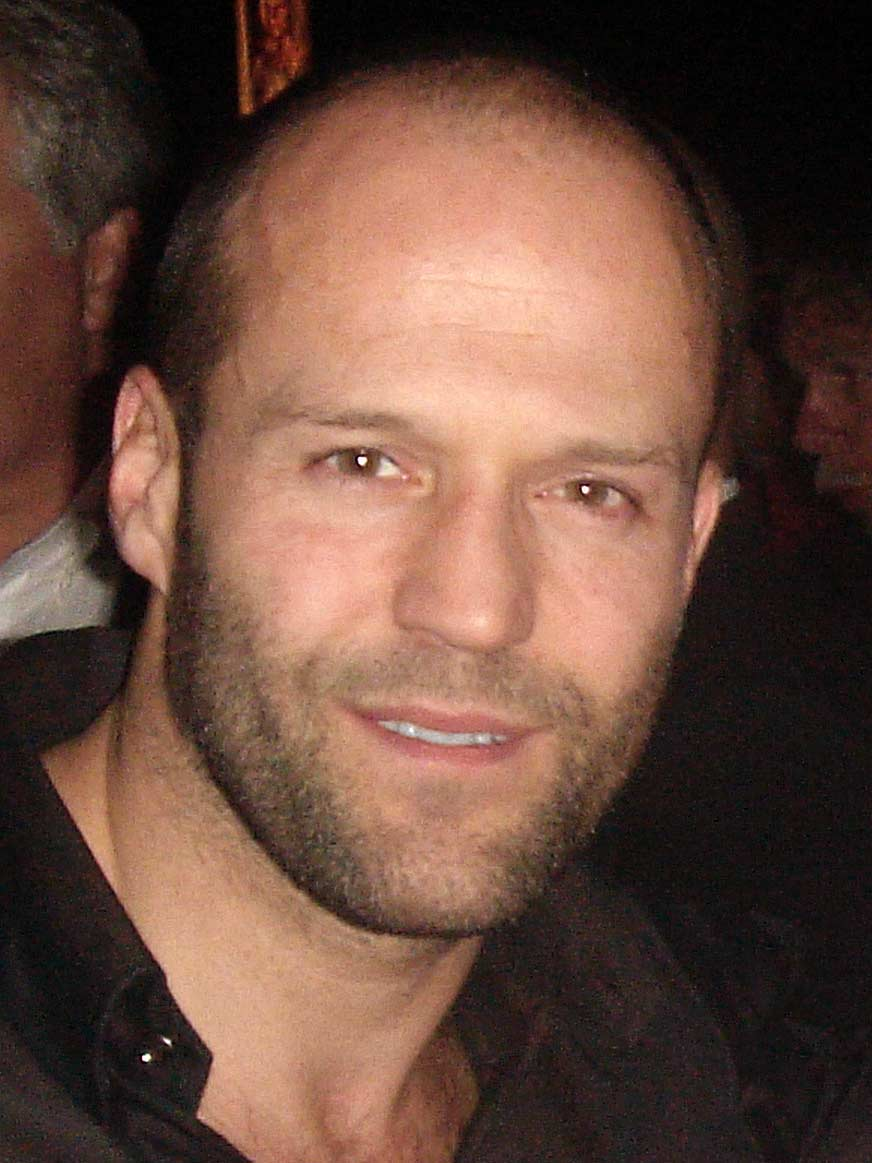
Statham en el ShoWest, durante un almuerzo con Lionsgate en marzo de 2007

Entremedias, Jason Statham no desaprovechó la oportunidad de participar en The Italian Job (2003), un remake del film homónimo de 1969, dirigido por F. Gary Gray, donde compartió pantalla con Charlize Theron, Edward Norton, Mark Wahlberg y Donald Sutherland, y su secuela cinco años más tarde, The Bank Job (2008), películas por las que es conocido por interpretar a sendos ladrones.
Tras una breve intervención en Collateral (2004), Statham apareció en Cellular (2004), de David R. Ellis, y Revólver, de nuevo, esta última, a las órdenes de Guy Ritchie, un thriller de ex convictos vengativos.

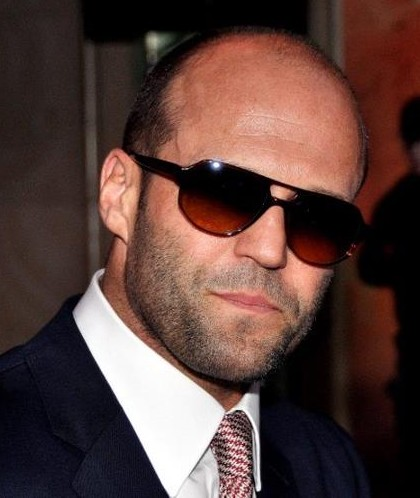
Statham en el estreno de The Expendables 2 en 2012

Caos (2006), junto con Wesley Snipes, y Crank: Veneno en la sangre (2006), se unían también a la larga lista de cintas de acción del actor, pero quiso probar suerte en 2005 con un drama romántico, London, junto a Jessica Biel y Chris Evans. Ya en 2007, se adentró en el terreno épico y de aventuras con En el nombre del rey, una cinta sobre ejércitos, guerreros y magos de la Edad Media. En este film compartía planos con Leelee Sobieski, Ray Liotta, John Rhys-Davies, Claire Forlani y Ron Perlman. Pero la acción y los golpes eran lo suyo, y no tardó en volver a colaborar con Jet Li en El asesino (2006), donde volvía a hacer gala de su estupenda forma física. También hizo The Bank Job: El robo del siglo (2007), un thriller de Roger Donaldson. Además se puso al volante en Death Race: La carrera de la muerte (2008), una película ambientada en una cárcel futurista, donde se organizan carreras en una trepidante cinta de acción sobre conductores, con potente carga de violencia y velocidad. La carrera de Jason Statham seguía imparable, realizó un cameo sin acreditar en The Pink Panther (2006), preparó la secuela de Crank 2: Alto voltaje (2009) y actuó en un papel secundario en la película de drama 13 (2010).

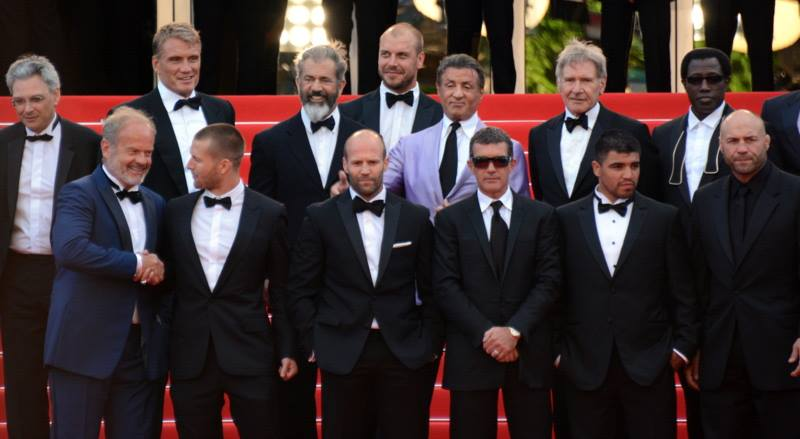
El reparto de The Expendables 3, en el Festival de Cannes de 2014

En 2010 se integró al reparto de rudos actores en la película de acción The Expendables, interpretando al mercenario Lee Christmas. En esta cinta de acción, realizada por el incansable Sylvester Stallone, actuó al lado de varios actores habituales del cine de acción, incluyendo a Jet Li, con el que se encontró por tercera vez. La película es un revival del cine de acción de los 80s que hizo las delicias de muchos nostálgicos del género, tanto, que llegaron las secuelas The Expendables 2 (2012) y The Expendables 3 (2014).
Un año después protagonizó la nueva versión de la cinta de acción dirigida por Simon West The Mechanic (2011), remake de la cinta original Fríamente… sin motivos personales (1972), en aquel entonces protagonizada por Charles Bronson, cuya secuela llegaría tras cinco años de la primera The Mechanic, dando vida a Arthur Bishop en Mechanic: Resurrection (2016), junto con Michelle Yeoh, Jessica Alba y Tommy Lee Jones.
Statham también innovó en su trabajo en el cine, prestando su voz en off a un personaje de Walt Disney Pictures en la cinta animada Gnomeo y Julieta (2011), basada en la tragedia literaria Romeo y Julieta, de William Shakespeare. Actuó también en las películas Blitz (2011) y junto a Clive Owen y Robert De Niro compartió protagonismo en Asesinos de Elite. En 2012 Statham protagoniza la cinta Safe (2012) y sus proyectos en el cine para el 2013 fueron películas como Parker, junto a Jennifer Lopez, y Homefront, junto a James Franco y Winona Ryder. También protagonizó el thriller Redención. En 2014 apareció sobre un coche de carreras en el videoclip de la canción Summer, del DJ británico Calvin Harris, y en 2015 interpretó a un espía cómico en la película Espías, junto a Melissa McCarthy y Jude Law.
Statham con los años confirma los augurios de ser un actor para el género de acción, afianzándose en los papeles de riesgo, por ello se embarcó en el proyecto de la saga Fast & Furious, en la que ya había realizado previamente un cameo en su segundo filme. Statham se entregó a la multimillonaria franquicia interpretando al villano Deckard Shaw, un asesino de las fuerzas especiales. Su rol en la saga consiste en buscar la venganza por su hermano, para lo que tiene que dar caza a Dominic "Dom" Toretto, interpretado por Vin Diesel. Su primera aparición oficial se realiza con un cameo al final de Fast & Furious 6 (2013), para enlazar con la siguiente Furious 7 (2015) y continuar su aventura en The Fate of the Furious (2017). En 2018 estrenó Megalodón, una coproducción china-estadounidense en la que se enfrenta a un gigantesco tiburón antediluviano. En 2019 realizó un spin-off de la saga The Fast and the Furious titulada Fast & Furious Presents: Hobbs & Shaw, junto a Dwayne Johnson.

## Filmografía completa

### Actor

#### Cine
| Año  | Título original                               | Personaje                         | Director                         | Ref.   |
| ---- | --------------------------------------------- | --------------------------------- | -------------------------------- | ------ |
| 1998 | Lock, Stock and Two Smoking Barrels           | Bacon                             | Guy Ritchie                      |        |
| 2000 | Snatch                                        | Turkish                           | Guy Ritchie                      |        |
| 2000 | Turn It Up                                    | Mr. B                             | Robert Adetuyi                   |        |
| 2001 | Ghosts of Mars                                | Sargento Jericho Butler           | John Carpenter                   |        |
| 2001 | The One                                       | Agente Evan Funsch                | James Wong                       |        |
| 2001 | Mean Machine                                  | Monk                              | Barry Skolnick                   |        |
| 2002 | Transporter                                   | Frank Martin                      | Louis Leterrier                  |        |
| 2003 | The Italian Job                               | Handsome Rob                      | F. Gary Gray                     |        |
| 2004 | Colateral: Lugar y Tiempo Equivocado          | Frank Martin (cameo)              | Michael Mann                     |        |
| 2004 | Cellular                                      | Detective Ethan Greer             | David R. Ellis                   |        |
| 2005 | Transporter 2                                 | Frank Martin                      | Louis Leterrier                  |        |
| 2005 | Revólver                                      | Jake Green                        | Guy Ritchie                      |        |
| 2005 | London                                        | Bateman                           | Hunter Richards                  |        |
| 2006 | Chaos                                         | Detective Quentin Conners         | Tony Giglio                      |        |
| 2006 | In the Name of the King: A Dungeon Siege Tale | El Granjero Daimon                | Uwe Boll                         |        |
| 2006 | The Pink Panther                              | Yves Gluant (cameo)               | Shawn Levy                       |        |
| 2006 | Crank                                         | Chev Chelios                      | Mark Neveldine y Brian Taylor    |        |
| 2007 | War                                           | FBI Agent John Crawford           | Philip G. Atwell                 |        |
| 2008 | The Bank Job                                  | Terry Leather                     | Roger Donaldson                  |        |
| 2008 | Death Race                                    | Jensen Garner "Frankenstein" Ames | Paul W. S. Anderson              |        |
| 2008 | Truth in 24 (Documental)                      | Narrador                          | Keith Cossrow y Bennett Visltear |        |
| 2008 | Transporter 3                                 | Frank Martin                      | Olivier Megaton                  |        |
| 2009 | Crank: High Voltage                           | Chev Chelios                      | Mark Neveldine y Brian Taylor    |        |
| 2010 | 13                                            | Jasper Bagges                     | Géla Babluani                    |        |
| 2010 | The Expendables                               | Lee Christmas                     | Sylvester Stallone               |        |
| 2011 | The Mechanic                                  | Arthur Bishop                     | Simon West                       |        |
| 2011 | Gnomeo & Juliet                               | Teobaldo (Voz)                    | Kelly Asbury                     |        |
| 2011 | Blitz                                         | Sargento Tom Brant                | Elliott Lester                   |        |
| 2011 | Killer Elite                                  | Danny Bryce                       | Gary McKendry                    |        |
| 2012 | Truth in 24 II (Documental)                   | Narrador                          | Rob Gehring                      |        |
| 2012 | Safe                                          | Luke Wright                       | Boaz Yakin                       |        |
| 2012 | The Expendables 2                             | Lee Christmas                     | Simon West                       |        |
| 2013 | Parker                                        | Parker                            | Taylor Hackford                  |        |
| 2013 | Fast & Furious 6                              | Deckard Shaw (Cameo)              | Justin Lin                       |        |
| 2013 | Hummingbird                                   | Joey Jones                        | Steven Knight                    |        |
| 2013 | Homefront                                     | Phil Broker                       | Gary Fleder                      |        |
| 2014 | The Expendables 3                             | Lee Christmas                     | Patrick Hughes                   |        |
| 2015 | Wild Card                                     | Nick Wild                         | Simon West                       |        |
| 2015 | Furious 7                                     | Deckard Shaw                      | James Wan                        |        |
| 2015 | Spy                                           | Rick Ford                         | Paul Feig                        |        |
| 2016 | Mechanic: Resurrection                        | Arthur Bishop                     | Dennis Gansel                    |        |
| 2017 | The Fate of the Furious                       | Deckard Shaw                      | F. Gary Gray                     |        |
| 2018 | The Meg                                       | Jonas Taylor                      | Jon Turteltaub                   |        |
| 2019 | Fast & Furious Presents: Hobbs & Shaw         | Deckard Shaw                      | David Leitch                     | [ 15 ] |
| 2021 | Wrath of Man                                  | Patrick "H" Hills / Heargraves    | Guy Ritchie                      |        |
| 2021 | F9                                            | Deckard Shaw (Cameo)              | Justin Lin                       |        |
| 2023 | Operation Fortune: Ruse de Guerre             | Orson Fortune                     | Guy Ritchie                      | [ 16 ] |
| 2023 | Fast X                                        | Deckard Shaw                      | Louis Leterrier                  |        |
| 2023 | Meg 2: The Trench                             | Jonas Taylor                      | Ben Wheatley                     |        |
| 2023 | Expend4bles                                   | Lee Christmas                     | Scott Waugh                      | [ 17 ] |
| 2024 | The Beekeeper                                 | Adam Clay                         | David Ayer                       | [ 18 ] |
| 2025 | A Working Man                                 | Levon Cade                        | David Ayer                       | [ 19 ] |
| 2026 | Mutiny                                        | Cole Reed                         | Jean-François Richet             |        |
| 2026 | Fast XI                                       | Deckard Shaw                      | Louis Leterrier                  |        |
| TBA  | Película sin título de Ric Roman Waugh        | Mason                             | Ric Roman Waugh                  |        |

#### Videojuegos
| Año  | Título                      | Personaje       | Notas                                  | Ref. |
| ---- | --------------------------- | --------------- | -------------------------------------- | ---- |
| 2002 | Red Faction II              | Shrike          |                                        |      |
| 2003 | Call of Duty                | Sargento Waters |                                        |      |
| 2015 | Sniper X with Jason Statham | Líder de equipo | Juego para tabletas Juego para móviles |      |

#### Vídeos musicales
| Año  | Artista(s)    | Título           | Personaje         | Ref. |
| ---- | ------------- | ---------------- | ----------------- | ---- |
| 1993 | The Shamen    | "Comin' On"      | Bailarín de fondo |      |
| 1994 | Erasure       | "Run to the Sun" | Bailarín de fondo |      |
| 2014 | Calvin Harris | "Summer"         | Conductor         |      |

### Productor
| Año  | Título original                       | Tipo         | Créditos como | Créditos como | Ref.   |
| Año  | Título original                       | Tipo         | Actor         | Productor     | Ref.   |
| ---- | ------------------------------------- | ------------ | ------------- | ------------- | ------ |
| 2019 | Fast & Furious Presents: Hobbs & Shaw | Largometraje | Sí            | Sí            | [ 15 ] |
| 2023 | Operation Fortune: Ruse de Guerre     | Largometraje | Sí            | Sí            | [ 16 ] |
| 2023 | Expend4bles                           | Largometraje | Sí            | Sí            | [ 17 ] |
| 2024 | The Beekeeper                         | Largometraje | Sí            | Sí            | [ 18 ] |
| 2025 | Levon's Trade                         | Largometraje | Sí            | Sí            | [ 19 ] |

## Reconocimientos
Premios de la Crítica Cinematográfica
- Nominado a Mejor actor de comedia por Spy

Teen Choice Awards
- Nominado a Mejor villano por Furious 7